# Asia Major
Asia Major est une revue académique consacrée à l'étude de la Chine. Elle est aujourd'hui publiée par l'Academia Sinica à Taipei (Taiwan).

## Historique
Asia Major a connu trois séries :
- La première série a été publiée de 1923 à 1934. La revue est fondée en Allemagne par Bruno Schindler (de)[1] (1882-1964) et devient rapidement la référence en allemand pour les études consacrées à l'Asie de l'Est. Bruno Schindler étant juif, l'arrivée des nazis au pouvoir l'oblige à émigrer en Grande-Bretagne, ce qui met un terme à l'existence de la revue.
- Le deuxième série paraît de 1949 à 1975. Schindler fait reparaître la revue Asia Major en 1949 en Grande-Bretagne, sous les auspices des universités de Cambridge et d'Oxford. Des difficultés économiques mettent un terme à sa parution en 1975.
- Une troisième série paraît enfin, de 1988 à nos jours, d'abord à l'université de Princeton aux États-Unis, puis, à partir de 1998, à l'Academia Sinica de Tapei. Cette série se concentre sur l'étude de la Chine.